# Idioma estonio
El estonio (autoglotónimo eesti keel ) o estoniano es una lengua ugrofinesa hablada por alrededor de 1 100 000 personas que, en su gran mayoría, viven en Estonia. También hay comunidades mucho más pequeñas de hablantes de estonio en Finlandia, Suecia y otros países.

## Clasificación
El estonio no está emparentado con las lenguas autóctonas de los otros dos estados bálticos, el letón (Letonia) y el lituano (Lituania), que son lenguas bálticas (también llamadas protobálticas), sino con las lenguas del grupo fínico, sobre todo con el finés, hablado al otro lado del golfo de Finlandia, y, en menor medida, con las lenguas sami de Laponia, el komi, el udmurto y las lenguas autóctonas de Mordovia, así como, muy lejanamente, con el grupo ugárico, cuyo principal miembro es el húngaro.

## Fonología
El inventario vocálico viene dado por:
|         | Anterior      | Anterior   | Posterior     | Posterior  |
|         | No redondeada | Redondeada | No redondeada | Redondeada |
| ------- | ------------- | ---------- | ------------- | ---------- |
| Cerrada | i             | y (ü)      |               | u          |
| Media   | e             | ø (ö)      | ɤ (õ)         | o          |
| Abierta | æ (ä)         |            | ɑ (a)         |            |

El sistema vocálico estonio tiene 9 fonemas con cantidad breve o larga (es decir, 9×2=18 fonemas vocálicos), que se corresponden con las siguientes grafías: a, ä, e, i, o, ö, u, ü, õ.
El sonido õ es un sonido vocálico no redondeado, posterior y bajo. (Para el hablante de español, suena como una o en la que no se redondean los labios. Es parecido al vietnamita ơ).
El inventario consonántico viene dado por:
|             |              | Labial | Alveolar | Alveolar | Postalveolar | Dorsal | Glotal |
| simple      | palatalizada | Labial |          |          | Postalveolar | Dorsal | Glotal |
| ----------- | ------------ | ------ | -------- | -------- | ------------ | ------ | ------ |
| Nasal       | Nasal        | m      | n        | nʲ       |              |        |        |
| Oclusiva    | corta        | p      | t        | tʲ       |              | k      |        |
| Oclusiva    | geminada     | pː     | tː       | tʲː      |              | kː     |        |
| Fricativa   | corta sorda  | f      | s        | sʲ       | ʃ            |        | h      |
| Fricativa   | corta sonora | v      |          |          |              |        | h      |
| Fricativa   | geminada     | fː     | sː       | sʲː      | ʃː           |        |        |
| Aproximante | Aproximante  |        | l        | lʲ       |              | j      |        |
| Vibrante    | Vibrante     |        | r        |          |              |        |        |

- Las consonantes /f, ʃ/ solo aparecen en préstamos lingüísticos.
- Una de las características distintivas del estonio es que su sistema fonémico tiene tres grados de extensión: fonemas breves, largos y extralargos. La diferencia entre los fonemas largos y los extralargos reside tanto en su acentuación como en su duración. Los largos y los extralargos no se distinguen ortográficamente.

Ejemplos:
- vere /vere/ "sangre[gen.sg.]" (corto) — veere /veːre/ "seto [gen. sg.]" (largo) — veere /veːːre/ "rueda [imperativo 2nd sg.]" (sobrelargo)
- lina /linɑ/ "hoja" (corto) — linna /linːɑ/ "pueblo [gen. sg.]" (largo) — linna /linːːɑ/ "pueblo [inesivo sg.]" (sobrelargo)

En ciertas palabras, las consonantes l, n, s y t son palatizadas, con lo que aparece una especie de ligera i ante el sonido de la consonante. Ejemplos: palk (tronco), tund (hora), kott (bolsa), katt (gato). Así, katt suena para un hispanoparlante casi como kait.

## Características generales del sistema de escritura
El estonio emplea los caracteres del alfabeto latino. No obstante, su alfabeto carece de las letras c, q, w, x e y (tan solo se emplean para escribir nombres y extranjerismos crudos) y contiene las letras š, ž, õ, ä, ö y ü. Las letras f, š, z y ž se emplean solamente en préstamos.

## Morfología

### Sustantivo
Tanto los sustantivos, como los pronombres no presentan género gramatical. Sin embargo tanto los nombres como los adjetivos se declinan con 14 casos: nominativo, genitivo, partitivo, ilativo, inesivo, elativo, alativo, adesivo, ablativo, translativo, terminativo, esivo, abesivo y comitativo. Una de la particularidades del sistema flexivo del estonio es la ausencia del acusativo, el cual se suple o bien con el genitivo (para objetos totales) o con el partitivo (para objetos parciales). Incluso se hace notar la ausencia del dativo, que se da tanto en estonio como en finés
Tradicionalmente se cuentan catorce casos nominales en estonio:
| #  | Caso        | Singular            | Singular                                                 | Plural                  | Plural                                     |
| -- | ----------- | ------------------- | -------------------------------------------------------- | ----------------------- | ------------------------------------------ |
|    |             | Ejemplo en estonio  | Ejemplo en español                                       | Ejemplo en estonio      | Ejemplo en español                         |
| 1  | Nominativo  | ilus raamat         | un bello libro                                           | ilusad raamatud         | bellos libros (como sujeto u objeto total) |
| 2  | Genitivo    | ilusa raamatu       | de un bello libro; un bello libro (como objeto completo) | ilusate raamatute       | de bellos libros;                          |
| 3  | Partitivo   | ilusat raamatut     | un bello libro (como objeto parcial)                     | ilusaid raamatuid       | bellos libros (como objeto parcial)        |
| 4  | Ilativo     | ilusasse raamatusse | en, hacia dentro de un bello libro                       | ilusatesse raamatutesse | en un bello libro                          |
| 5  | Inesivo     | ilusas raamatus     | en un bello libro                                        | ilusates raamatutes     | en bellos libros                           |
| 6  | Elativo     | ilusast raamatust   | desde un bello libro                                     | ilusatest raamatutest   | desde bellos libros                        |
| 7  | Alativo     | ilusale raamatule   | encima de un bello libro                                 | ilusatele raamatutele   | encima de bellos libros                    |
| 8  | Adesivo     | ilusal raamatul     | sobre un bello libro                                     | ilusatel raamatutel     | sobre bellos libros                        |
| 9  | Ablativo    | ilusalt raamatult   | a partir de, desde un bello libro                        | ilusatelt raamatutelt   | desde bellos libros                        |
| 10 | Translativo | ilusaks raamatuks   | [convertirse] en un bello libro                          | ilusateks raamatuteks   | [convertirse] en bellos libros             |
| 11 | Terminativo | ilusa raamatuni     | hasta (llegar a) un bello libro                          | ilusate raamatuteni     | hasta bellos libros                        |
| 12 | Esivo       | ilusa raamatuna     | como (si fuera) un bello libro                           | ilusate raamatutena     | como bellos libros                         |
| 13 | Abesivo     | ilusa raamatuta     | sin un bello libro                                       | ilusate raamatuteta     | sin bellos libros                          |
| 14 | Comitativo  | ilusa raamatuga     | con un bello libro                                       | ilusate raamatutega     | con bellos libros                          |

Los casos locativos representan seis u ocho de los catorces casos, según la interpretación que se le den.

### Diferencias de caso con el finés
Cabe destacar, también, el gran parentesco que tienen los idiomas finés y estonio, en cuanto a la declinación y su uso de casos gramaticales. La principal diferencia estriba en que mientras el estonio usa el caso terminativo pero no el instructivo, el finés usa el instructivo pero no el terminativo. El acusativo en estonio coincide casi siempre con la forma del genitivo.

### Adjetivo
El adjetivo concuerda en caso y en número con el sustantivo al que acompaña. Por ejemplo: nominativo: väike kollane maja ("una casa amarilla") ilativo (lugar hacia dentro del cual): väikesesse kollasesse majja (Obsérvese que majja presenta el grado extralargo de la consonante j, aunque ortográficamente se represente como una consonante doble). El adjetivo en función predicativa también concuerda en número y caso con el sustantivo antecedente. Por ejemplo: Uus maja on kollane. ("La casa nueva es amarilla") Uued majad on kollased. ("Las casas nuevas son amarillas")

## Sintagma verbal

### Características generales del sintagma verbal
El estonio no es una lengua de sujeto obligatorio en la oración afirmativa no marcada (es decir, la presencia o ausencia del sujeto es más o menos como en el español, aunque la presencia del sujeto es mucho más frecuente que en el español). Sin embargo, el estonio (como el finés) carece de adverbio negativo y construye la negación con un verbo auxiliar (ei) y la raíz del verbo. El auxiliar negativo (a diferencia del finés) tiene la misma forma en todas las personas, por lo que la oración negativa exige la presencia del sujeto. Por ejemplo: Lähen. ("Voy"). Pero: Ma ei lähe ("No voy". Literalmente: «Yo no ir».). Kui me ei leia, siis saame alati üksteisele ka helistada ("Si no nos encontramos, siempre podemos llamarnos el uno al otro". Literalmente: «Si nosotros no encontrar, entonces podemos siempre el uno al otro también llamar.» Nótese la presencia de «nosotros» (me) en la oración negativa y su no presencia en la afirmativa).
El orden no marcado de la oración enunciativa es SVO: Mina elan Pärnus. ("Yo vivo en Pärnu")
El orden no marcado de la oración subordinada es SOV, como, por ejemplo, en el alemán: Español: Si te interesa, podríamos quedar algún día. Estonio: Kui Sul huvi on, siis võiksime millalgi kokku saada. (Literalmente: «Si a ti interesante es, entonces podríamos algún día juntos encontrarnos»). Alemán: Wenn du Interesse hast, dann könnten wir uns irgendwann mal zusammen treffen. (Literalmente: «Si tú interés tienes, entonces podríamos nosotros algún día juntos encontrarnos»).
La oración interrogativa total se marca mediante la presencia de una partícula (kas) al principio de la oración. La entonación no cambia con respecto a la entonación afirmativa. Oled kodus. ("Estás en casa") Kas oled kodus? ("¿Estás en casa?") Entre otros, el finés (si bien con una partícula enclítica, -ko/-kö) y el letón (vai) comparten esta característica.

### Peculiaridades del paradigma verbal
Una de sus peculiaridades es la ausencia del tiempo futuro. Cuando un evento todavía no ha ocurrido, se emplea el presente atemporal. El verbo presenta varias formas sustantivas («infinitivos» para la tradición gramatical occidental) y varias formas adjetivas («participios» para la tradición gramatical occidental).

### Paradigma de conjugación
|                    |                    | I        | II       | III       | IV         | V          | VI       |
| ------------------ | ------------------ | -------- | -------- | --------- | ---------- | ---------- | -------- |
| infinitivo en -ma  | infinitivo en -ma  | elama    | õppima   | hüppama   | riidlema   | söötma     | tulema   |
| Past               | Singular 1.ª       | elasin   | õppisin  | hüppasin  | riidlesin  | söötsin    | tulin    |
| Past               | Singular 3.ª       | elas     | õppis    | hüppas    | riidles    | söötis     | tuli     |
| participio en -tud | participio en -tud | elatud   | õpitud   | hüpatud   | riieldud   | söödetud   | tuledud  |
| Presente pasivo    | Presente pasivo    | elatakse | õpitakse | hüpatakse | riieldakse | söödetakse | tullakse |
| Infinitivo en -da  | Infinitivo en -da  | elada    | õppida   | hüpata    | riielda    | sööta      | tulla    |
| Imperativo         | Plural 2           | elage    | õppige   | hüpake    | riielge    | söötke     | tulge    |

## Aspectos históricos, sociales y culturales

### Historia de la lengua
La primera transcripción conocida de una palabra en idioma estonio se remonta probablemente al siglo VIII. En la obra Cosmografía, el protagonista (Aethicus Ister) menciona una isla denominada Taraconta (Tharaconta). Algunos autores piensan que podría referirse a Estonia o a su isla más grande, Saaremaa. En su origen, Taraconta puede venir de las palabras Taara y kond. Según algunos autores, Taara era uno de los principales dioses de los antiguos estonios. El sufijo –kond puede referirse a una comunidad de personas, como en la palabra perekond (familia) o a una entidad territorial, como en maakond (provincia). Taraconta podría hacer alusión a los estonios como adoradores de Taara.
A partir del siglo XIII, una gran cantidad de fuentes escritas nos han permitido tener un mayor conocimiento del desarrollo de la lengua. En esta época, los cruzados alemanes y escandinavos llegaron a Estonia, una de las últimas tierras paganas de Europa. Las Cruzadas contra los estonios han sido narradas durante la primera mitad del siglo XIII en la latina Crónica de Enrique de Livonia (en latín: Heinrici Chronicon Livoniae), cuyo texto contiene palabras y fragmentos de frases en estonio o estonés.
Después de las Cruzadas, una parte de la nobleza y la burguesía alemanas se establecieron en el territorio de la antigua Livonia que cubría las actuales Estonia y Letonia. Aunque Estonia, en el transcurso de siete siglos, ha sido ocupada por varias naciones extranjeras (Dinamarca, Polonia, Suecia y Rusia), el idioma estonio estuvo sobre todo influenciado por el bajo alemán y el alto alemán, así como por el dialecto alemán del Báltico que se desarrolló a partir de estos. Concretamente, el vocabulario estonio relacionado con la ciudad y la modernidad se inspira considerablemente en el alemán.
El primer texto en estonio conservado es el manuscrito de Kullamaa, datado en los años 1524-1528. Se trata de una traducción de los principales rezos católicos como el Padrenuestro o el Credo. Cuando la Reforma se estableció en Estonia, la predicación en lengua vernácula hizo necesaria la traducción de los textos religiosos en estonio del norte y estonio del sur.
Las primeras gramáticas y los primeros diccionarios fueron redactados en el siglo XVII. A partir de ese momento se dispone de un gran número de textos conservados.
Durante el «despertar» nacionalista que se produjo a mediados del siglo XIX, el idioma estonio, que hasta ese momento solo era la lengua de los campesinos, se convirtió rápidamente en una lengua de cultura, sobre todo gracias a la Universidad de Tartu, uno de los principales núcleos intelectuales. Comenzó a ser utilizado en la literatura y las ciencias. En esa misma época fueron publicados los primeros estudios lingüísticos en estonio. En 1884, Karl August Hermann publicó la primera gramática estonia en estonio, hecho que contribuyó de manera importante a la estandarización de la lengua.
En la segunda mitad del siglo XX, los intelectuales estonios se propusieron como objetivo el desarrollar su lengua para adaptarla a la cultura europea moderna. El lingüista Johannes Aavik tuvo un papel importante en este proceso, esforzándose en enriquecer y embellecer la lengua literaria. Utilizó abundantemente los recursos proporcionados por el idioma finés y los dialectos y creó también palabras y morfemas gramaticales artificiales. Paralelamente a esta «renovación lingüística» (keeleuuendus) impulsada por Aavik, otra corriente, dirigida por Johannes Voldemar Veski, se concentraba en la elaboración de normas y en el desarrollo de la terminología. Varios miles de términos, en todas las áreas del saber y de la vida, fueron creados durante este período. A lo largo del siglo XX los diccionarios normativos tuvieron un papel importante en la fijación de la lengua estándar. El primero de ellos apareció en 1918.
Durante el régimen soviético (1940-1991), la estandarización de la lengua y el seguimiento estricto de las normas se convirtieron en una forma de resistencia nacional. Era una manera de oponerse a la ideología soviética, simbolizada por la lengua rusa. La lengua era uno de los elementos fundamentales de la identidad estonia. Las autoridades no prohibieron ni el estudio científico del estonio ni su empleo en la mayoría de las áreas de la vida pública (incluida la educación).
El 1 de mayo de 2004, el estonio se convirtió en una de las veinte lenguas oficiales de la Unión Europea tras la entrada de Estonia en el organismo supranacional.

### Uso y distribución geográfica
El estonio cuenta con alrededor de 1 000 000 hablantes. Las comunidades más numerosas están en la propia Estonia, con 920 000 y en Finlandia, con 40 000. Existen unos miles más de hablantes entre las comunidades de la diáspora estonia en Estados Unidos, Canadá, Argentina y Australia principalmente.

### Dialectología y variantes
La lengua estonia se ha dividido tradicionalmente en dos grupos con sus respectivos dialectos:
El grupo del norte o de Tallin, base de la lengua literaria (tallinna keel) que tiene tres dialectos:
- El de los condados de Pärnu y Lääne (läänemurre), parecido al livonio
- El insular (saarte murre), en Saaremaa, influido por el sueco
- El de la orilla noroeste del lago Peipus (idamurre)

El grupo del sur o Tartu (tartu keel), que mantiene la armonía vocálica que posee tres dialectos:
- El võru (võro), en la costa septentrional, más similar al finés
- El setu (seto), hablado en Setomaa y en óblast de Pskov, muy rusificado y generalmente considerado una variante del võru
- El mulgi, considerado a veces, con los dos anteriores, como variante del estonio meridional

Se calcula que el 95 % de los estonios tienen como lengua materna el estonio.